# Wapen van Bodegraven-Reeuwijk

Wapen van Bodegraven-Reeuwijk

Het wapen van Bodegraven-Reeuwijk werd op 11 maart 2013 bij koninklijk besluit verleend aan de gemeente Bodegraven-Reeuwijk, die ontstond bij de fusie op 1 januari 2011 van de voormalige gemeenten Bodegraven en Reeuwijk. Het gedeelde wapen bestaat uit een deel van het wapen van Bodegraven en een deel van het wapen van Reeuwijk. 

## Blazoenering
De omschrijving van het wapen luidt: 
Doorsneden; I in goud twee schuingekruiste spaden met daaroverheen een hoed, alles van azuur; II in keel een gouden reeënkop en -hals. Het schild gedekt met een gouden kroon van drie bladeren en twee parels.

## Geschiedenis
Het wapen van Bodegraven stamt uit 1816, dat van Reeuwijk uit 1989, nadat deze werd samengevoegd met delen van de voormalige gemeente Driebruggen. Vanwege de fusie van Bodegraven en Reeuwijk moest er een nieuw wapen worden ontworpen. 
Er bleken vier kenmerkende symbolen te bestaan om een nieuw wapen mee samen te stellen, de hoed en spaden (Bodegraven, Bodegraafse Meije en gedeelte Nieuwerbrug), de reekop (Reeuwijk, Sluipwijk), een eend (Waarder en een gedeelte Nieuwerbrug) en een schaapscheerdersschaar (Driebruggen). Aanvankelijk kwam de gemeente met een ontwerp van een gevierendeeld wapen waarin elementen van de wapens van alle voormalige gemeenten een plaats zouden krijgen op het schild. Hoewel het heraldisch gezien niet onjuist was, gaf de vierendeling met de combinatie van de figuratie en kleurstelling een overdadige indruk. Volgens de ministeriële richtlijnen van 18 oktober 1977 dient een veelheid van wapenfiguren en een 
ingewikkelde schildverdeling te worden vermeden. Daarom werd besloten slechts de reekop met de hoed en spaden te gebruiken. Uiteindelijk werden er drie ontwerpen gemaakt. Het tweede ontwerp was gelijk aan het eerste ontwerp, maar had als toevoeging de schildhouders van Bodegraven. Het derde ontwerp was voorzien van een dwarsbalk geplaatst op een groen veld (met alleen de spade van Bodegraven) zonder de hoed. De omschrijving daarvan luidt: 
In sinopel een zilveren dwarsbalk, vergezeld boven van een spade en beneden van een reeënkop en -hals, alles van goud.
Op 12 december 2012 viel de keuze uiteindelijk op het eerste ontwerp. Na de vergadering van 30 januari 2013 werd besloten een verzoek te richten aan de Koningin, waarna bij koninklijk besluit het wapen verleend werd.

## Verwante wapens

Wapen van Bodegraven
Wapen van Reeuwijk

Alblasserdam
· Albrandswaard
· Alphen aan den Rijn
· Barendrecht
· Bodegraven-Reeuwijk
· Capelle aan den IJssel
· Delft
· Den Haag
· Dordrecht
· Goeree-Overflakkee
· Gorinchem
· Gouda
· Hardinxveld-Giessendam
· Hendrik-Ido-Ambacht
· Hillegom
· Hoeksche Waard
· Kaag en Braassem
· Katwijk
· Krimpen aan den IJssel
· Krimpenerwaard
· Lansingerland
· Leiden
· Leiderdorp
· Leidschendam-Voorburg
· Lisse
· Maassluis
· Midden-Delfland
· Molenlanden
· Nieuwkoop
· Nissewaard
· Noordwijk
· Oegstgeest
· Papendrecht
· Pijnacker-Nootdorp
· Ridderkerk
· Rijswijk
· Rotterdam
· Schiedam
· Sliedrecht
· Teylingen
· Vlaardingen
· Voorne aan Zee
· Voorschoten
· Waddinxveen
· Wassenaar
· Westland
· Zoetermeer
· Zoeterwoude
· Zuidplas
· Zwijndrecht

Dorpswapens: Heerjansdam
· Maasland
· Scheveningen
· Schipluiden